# Escola de Futbol de Mareo
L'Escola de Futbol de Mareo, el nom oficial de la qual és Escuela de Fútbol Ángel Viejo Feliú, és un complex esportiu del Real Sporting de Gijón situat al barri de Mareo de Baxo, a la parròquia gijonesa de Leorio. L'Escola està finançada, principalment, per la Fundació Real Sporting de Gijón i la finca és propietat de l'Ajuntament de Gijón.
Es considera activitat de l'Escola tot allò relacionat amb els equips de futbol base, és a dir, les categories inferiors —juvenils, cadets, infantils, alevins, benjamins i prebenjamins— de l'Sporting, i el futbol femení, que actualment té un equip que competeix en la Segona Divisió, el Real Sporting de Gijón Femení i un altre en categoria regional, el Real Sporting de Gijón "B" Femení.
A més a més de les activitats de l'Escola, al complex hi ha les oficines de la societat anònima esportiva, els camps d'entrenament del primer equip i, durant l'estiu, s'hi celebra l'anomenat "campus d'estiu de Mareo" des del 1995, per a joves futbolistes entre vuit i setze anys.

## Instal·lacions
Situada als afores de Gijón, al sud de la ciutat, té una superfície de 111 700 m². El seu al·licient més gran són els set camps de futbol que hi ha —quatre d'herba natural (números 1, 2, 4 i 5) i tres d'herba artificial (números 3, 6 i 7). Els números 3 i 6, van ser inaugurats a l'agost de 2016, construïts amb els materials i tècniques més moderns, cas de la fibra monofilament Duo Shape 40. El núm. 3 té una base elàstica, de 20 mil·límetres, a la qual s'afegeixen encenalls de coco i cautxú. El núm, 6 té una capa de Nut 3001 de 10 mil·límetres, aquest només d'encenalls de cautxú. A més, disposa d'un camp d'herba artificial per a futbol 8 (núm. 9), una zona de gespa artificial d'entrenament de porters (núm. 8), una pista de futbol sala i una pista de futbol platja i futvòlei. una variació del voleibol en què es juga amb el peu. Complementen aquestes instal·lacions deu vestidors, un centre mèdic i un gimnàs on s'exerciten els futbolistes. A més, disposa d´una cafeteria-restaurant, un edifici d'oficines, diversos magatzems i un aparcament.

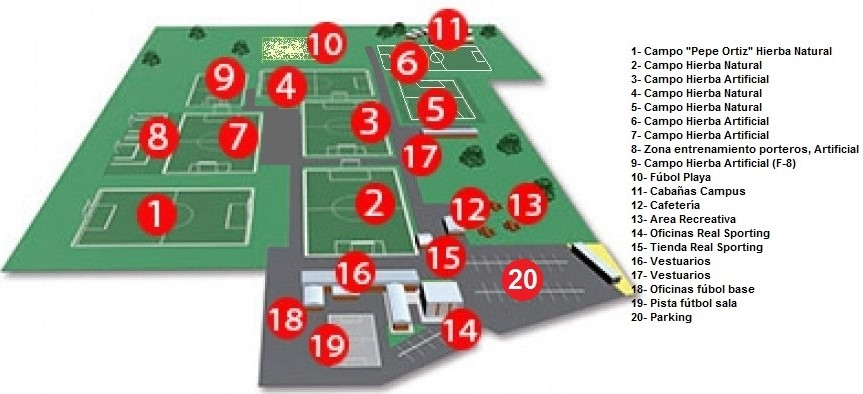
Plànol de Mareo, de 2017

Per poder albergar el campus d'estiu, quan les instal·lacions de Mareo es converteixen en un campament futbolístic per als més joves, l'Escola també disposa d'un total de vuit cabanes-dormitori on s'allotgen els nens i una altra cabana dedicada a les activitats més generals del campus. Aquest campament gaudeix de prestigi internacional i, any rere any, es completa durant tot l'estiu amb gent de cada cop més nacionalitats.
A més, l'Escola de Mareo també és el lloc que acull els partits que el Reial Sporting de Gijón "B" disputa com a local, al camp núm. 1, denominat Pepe Ortiz en honor a qui va ser davanter del conjunt sportinguista durant la dècada dels cinquanta.

## Ampliació
El 10 de febrer de 2022 l'Sporting va adquirir la finca "La Marruca", al barri del Recuesto de la parròquia de Roces, amb una superfície de 147 540 m² i va signar un altre acord d'adquisició sobre una part de 10.000 m² de la parcel·la cadastral 148 que toca l'anterior, de manera que hi haurà una circulació directa entre l'actual Escola de Futbol i els nous terrenys adquirits.

## Història
El gener del 1974, la directiva sportinguista, dirigida per Ángel Viejo Feliú, va contractar l'entrenador iugoslau Branko Zebec, que arribà a Gijón i marxà al cap de pocs dies com a conseqüència dels precaris recursos de què disposava el club per entrenar. Fou en aquell moment quan es va plantejar fermament adquirir uns terrenys i construir unes instal·lacions d'acord amb un equip del nivell de l'Sporting. Els ingressos pel traspàs del jugador basc Ignacio Churruca a l'Athletic Club, 50 milions de pessetes, es destinen íntegrament a posar en marxa el projecte, que veu llum el 28 de març de 1978, quan s'inaugura oficialment l'Escola per Pablo Porta (president de la Reial Federació Espanyola de Futbol) i sota la presidència del club de Manuel Vega-Arango.
L'1 d'agost de 2001, l'ajuntament de Gijón compra les instal·lacions de l'Escola de futbol de Mareo i les marques de l'Sporting per 12 milions d'euros, fet que suposa un ingrés important per a la societat anònima esportiva, que en aquests moments travessa una greu crisi econòmica, amb forts deutes contrets, principalment amb la hisenda pública. L'Sporting passa, doncs, a subscriure un contracte de lloguer amb l'ajuntament, per poder continuar utilitzant les instal·lacions. La valoració de l'Escola i de les marques -drets de propietat industrial- va ser objecte de polèmica, ja que l'Sporting la va considerar baixa, però no va tenir més remei que acceptar-la, a causa del col·lapse de liquiditat que presentava.

## Futbol americà
Tot i que el Reial Sporting de Gijón no té, actualment, diferents seccions esportives, l'equip de futbol americà local, Gijón Mariners, compta amb la col·laboració de la Fundació Reial Sporting de Gijón per poder entrenar a les instal·lacions de l'Escola de futbol.